# 中曾根純也
中曾根 純也（なかそね じゅんや）は、東京都出身の日本の音楽プロデューサー、東芝EMI専務取締役。

## 略歴
甲斐バンドのディレクターで一大ムーブメントを巻き起こし、布袋寅泰、松任谷由実などを手掛ける。その後、宇多田ヒカルのエグゼクティブ・プロデューサーとして、1枚のアルバムとしては、史上最高のCDセールス860万枚以上（オリコンの売り上げデータは765万枚）、国外を含めると970万枚以上という快挙を成し遂げ、椎名林檎、矢井田瞳、鬼束ちひろと女性シンガー・ソングライター黄金期の立役者として活躍。現在に至る。

## 主な関連人物
- 松武秀樹（アーティスト）
- 宇多田ヒカル（アーティスト）
- 椎名林檎（アーティスト）
- 矢井田瞳（アーティスト）
- 鬼束ちひろ（アーティスト）
- 松任谷由実（アーティスト）
- 布袋寅泰（アーティスト）
- 甲斐よしひろ（アーティスト）